# Fútbol en los Juegos Suramericanos
El Torneo Odesur de Fútbol es la competición de ese deporte, que se celebra en el marco de los Juegos Odesur. En el mismo han intervenido a lo largo de su historia selecciones juveniles u olímpicas de Suramérica. 
Durante las 2 primeras ediciones (1978 y 1982) se conocieron como Juegos Cruz del Sur, entre 1998 y 2006 no se disputó el torneo de fútbol, en cambio se organizó un torneo de futsal.
En la primera edición (1978) participaron selecciones Sub-20, mientras que en las siguientes (1982 y 1986) participaron selecciones Sub-19, para el torneo de 1990, la sección de fútbol fue jugada por equipos Sub-20 que se preparaban para el Campeonato Sudamericano Sub-20 de 1991. Las últimas 2 ediciones del torneo se disputaron con Selecciones Sub-20. A partir del 2014 se incluyó el torneo femenino.

## Fútbol masculino

### Torneos
| Edición                      | Sede                    | Equipos                        | Oro                            | Plata                          | Bronce                         |
| Torneo de selecciones sub-20 |                         |                                |                                |                                |                                |
| 1978 Detalles                | La Paz, Bolivia         | 3                              | Paraguay                       | Ecuador                        | Bolivia                        |
| Torneo de selecciones sub-19 |                         |                                |                                |                                |                                |
| 1982 Detalles                | Rosario, Argentina      | 4                              | Argentina                      | Ecuador                        | Perú                           |
| 1986 Detalles                | Santiago, Chile         | 10                             | Argentina                      | Colombia                       | Brasil                         |
| Torneo de selecciones sub-20 |                         |                                |                                |                                |                                |
| 1990 Detalles                | Lima, Perú              | 4                              | Perú                           | Ecuador *                      | Colombia *                     |
| Torneo de selecciones sub-17 |                         |                                |                                |                                |                                |
| 1994 Detalles                | Valencia, Venezuela     | 4                              | Colombia                       | Venezuela                      | Perú                           |
| 1998                         | Cuenca,Ecuador          | No se realizó torneo de fútbol | No se realizó torneo de fútbol | No se realizó torneo de fútbol | No se realizó torneo de fútbol |
| 2002                         | Brasil                  | No se realizó torneo de fútbol | No se realizó torneo de fútbol | No se realizó torneo de fútbol | No se realizó torneo de fútbol |
| 2006                         | Buenos Aires, Argentina | No se realizó torneo de fútbol | No se realizó torneo de fútbol | No se realizó torneo de fútbol | No se realizó torneo de fútbol |
| Torneo de selecciones sub-17 |                         |                                |                                |                                |                                |
| 2010 Detalles                | Medellín, Colombia      | 6                              | Colombia                       | Ecuador                        | Bolivia                        |
| Torneo de selecciones sub-16 |                         |                                |                                |                                |                                |
| 2014 Detalles                | Santiago, Chile         | 6                              | Colombia                       | Argentina                      | Ecuador                        |
| Torneo de selecciones sub-19 |                         |                                |                                |                                |                                |
| 2018 Detalles                | Cochabamba, Bolivia     | 8                              | Chile                          | Uruguay                        | Colombia                       |
| Torneo de selecciones sub-20 |                         |                                |                                |                                |                                |
| 2022 Detalles                | Asunción, Paraguay      | 8                              | Paraguay                       | Ecuador                        | Colombia                       |

* Fue considerado un torneo de exhibición y no fueron otorgadas medallas.

### Medallero histórico masculino
| Fútbol masculino en los Juegos Suramericanos | Fútbol masculino en los Juegos Suramericanos | Fútbol masculino en los Juegos Suramericanos | Fútbol masculino en los Juegos Suramericanos | Fútbol masculino en los Juegos Suramericanos | Fútbol masculino en los Juegos Suramericanos |
| -------------------------------------------- | -------------------------------------------- | -------------------------------------------- | -------------------------------------------- | -------------------------------------------- | -------------------------------------------- |
| #                                            | País                                         | Oro                                          | Plata                                        | Bronce                                       | Total                                        |
| 1                                            | Colombia                                     | 3                                            | 1                                            | 3                                            | 7                                            |
| 2                                            | Argentina                                    | 2                                            | 1                                            | 0                                            | 3                                            |
| 3                                            | Paraguay                                     | 2                                            | 0                                            | 0                                            | 2                                            |
| 4                                            | Perú                                         | 1                                            | 0                                            | 2                                            | 3                                            |
| 5                                            | Chile                                        | 1                                            | 0                                            | 0                                            | 1                                            |
| 6                                            | Ecuador                                      | 0                                            | 5                                            | 1                                            | 6                                            |
| 7                                            | Venezuela                                    | 0                                            | 1                                            | 0                                            | 1                                            |
| 8                                            | Uruguay                                      | 0                                            | 1                                            | 0                                            | 1                                            |
| 9                                            | Bolivia                                      | 0                                            | 0                                            | 2                                            | 2                                            |
| 10                                           | Brasil                                       | 0                                            | 0                                            | 1                                            | 1                                            |

## Fútbol femenino

### Torneos
| Edición                         | Sede                | Equipos | Oro       | Plata    | Bronce   |
| Torneo de selecciones absolutas |                     |         |           |          |          |
| 2014 Detalles                   | Santiago, Chile     | 7       | Argentina | Chile    | Brasil   |
| Torneo de selecciones sub-20    |                     |         |           |          |          |
| 2018 Detalles                   | Cochabamba, Bolivia | 6       | Paraguay  | Colombia | Ecuador  |
| 2022 Detalles                   | Asunción, Paraguay  | 6       | Venezuela | Uruguay  | Colombia |

### Medallero histórico femenino
| Fútbol femenino en los Juegos Suramericanos | Fútbol femenino en los Juegos Suramericanos | Fútbol femenino en los Juegos Suramericanos | Fútbol femenino en los Juegos Suramericanos | Fútbol femenino en los Juegos Suramericanos | Fútbol femenino en los Juegos Suramericanos |
| ------------------------------------------- | ------------------------------------------- | ------------------------------------------- | ------------------------------------------- | ------------------------------------------- | ------------------------------------------- |
| #                                           | País                                        | Oro                                         | Plata                                       | Bronce                                      | Total                                       |
| 1                                           | Argentina                                   | 1                                           | 0                                           | 0                                           | 1                                           |
| 2                                           | Paraguay                                    | 1                                           | 0                                           | 0                                           | 1                                           |
| 3                                           | Venezuela                                   | 1                                           | 0                                           | 0                                           | 1                                           |
| 4                                           | Colombia                                    | 0                                           | 1                                           | 1                                           | 2                                           |
| 5                                           | Chile                                       | 0                                           | 1                                           | 0                                           | 1                                           |
| 6                                           | Uruguay                                     | 0                                           | 1                                           | 0                                           | 1                                           |
| 7                                           | Brasil                                      | 0                                           | 0                                           | 1                                           | 1                                           |
| 8                                           | Ecuador                                     | 0                                           | 0                                           | 1                                           | 1                                           |